# Апостольский нунций в Эритрее
Апостольский нунций в Эритрее — дипломатический представитель Святого Престола в Эритрее. Данный дипломатический пост занимает церковно-дипломатический представитель Ватикана в ранге посла. Апостольская нунциатура в Эритрее была учреждена на постоянной основе в 1995 году.
В настоящее время Апостольским нунцием в Эритрее является архиепископ, назначенный Папой Львом XIV.

## История
Святой Престол и Эритрея установили дипломатические отношения в 1995 году после того, как страна получила независимость от Эфиопии. До 2003 года пост апостольского нунция в Эритрее занимал апостольский нунций в Эфиопии. После 2003 года апостольским нунцием в Эритрее стал апостольский нунций в Судане. Однако апостольский нунций не имеет официальной резиденции в Эритрее, в его столице Асмэре и является апостольским нунцием по совместительству, эпизодически навещая страну. Резиденцией апостольского нунция в Эритрее является Хартум — столица Судана.

## Апостольские нунции в Эритрее

### Апостольские нунции
- Патрик Ковени, титулярный архиепископ Сатриано — (30 сентября 1995 — 27 апреля 1996 — назначен апостольским про-нунцием в Новой Зеландии, на Маршалловых Островах, Самоа, Тонга и на Фиджи, а также апостольский делегат на Тихом океане);
- Сильвано Мария Томази C.S., титулярный архиепископ Черчины и Азоло — (27 июня 1996 — 10 июня 2003 — назначен постоянным наблюдателем Святого Престола при отделении ООН и специализированных учреждений ООН в Женеве и при Всемирной торговой организации);
- Доминик Мамберти, титулярный архиепископ Сагоны — (19 февраля 2004 — 15 сентября 2006 — назначен Секретарём по отношениям с государствами Государственного секретариата Святого Престола);
- Лео Боккарди, титулярный архиепископ Биттетума — (30 января 2007 — 11 июля 2013 — назначен апостольским нунцием в Иране);
- Хубертус Матеус Мария ван Меген, титулярный архиепископ Новалицианы — (7 июня 2014 — 16 февраля 2019 — назначен апостольским нунцием в Кении);
- Луис Мигель Муньос Кардаба, титулярный архиепископ Назаи — (31 марта 2020 — 23 января 2024 — назначен апостольским нунцием в Мозамбике).